# Ryszard Zbrzyzny

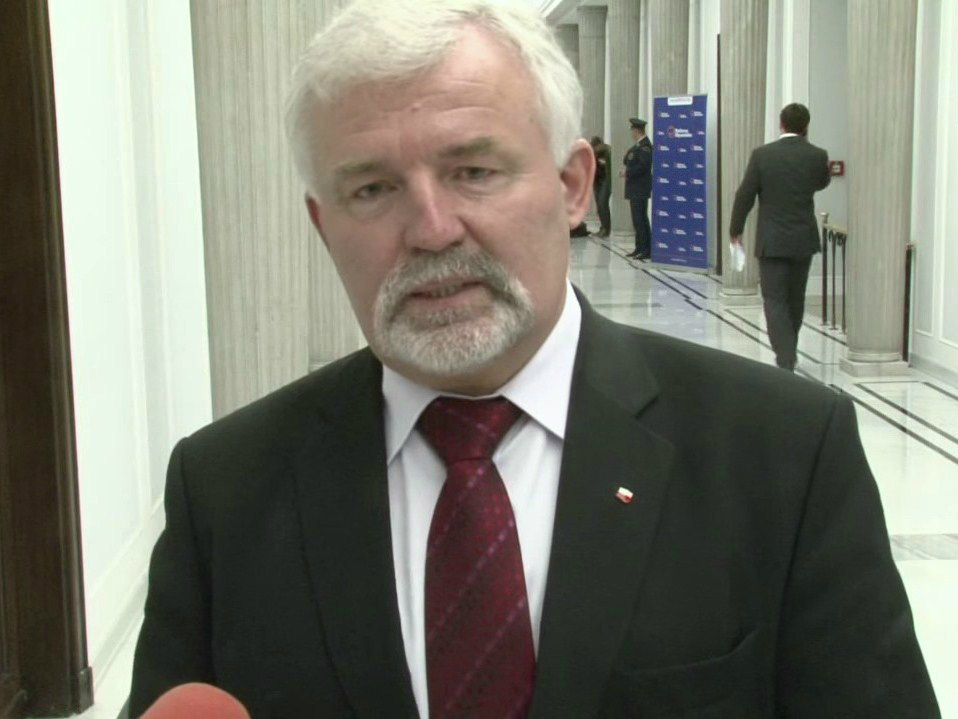
Ryszard Zbrzyzny (2011)

Ryszard Zbrzyzny (* 4. Mai 1955 in Lubawka) ist ein polnischer Politiker, Gewerkschaftsfunktionär und war von 1993 bis 2015 ununterbrochen Abgeordneter des Sejm in der II., III., IV., V. und VI. und VII. Wahlperiode.

## Leben und Beruf
Zbrzyzny beendete sein Studium an der Bergbaufakultät der Technischen Hochschule Breslau und an der Fakultät für Informatik und Management der Hochschule für Ökonomie in Breslau. Seit der zweiten Hälfte der 70er Jahre ist er beruflich mit der KGHM Polska Miedź in Lublin verbunden. Seit 1991 ist er Vorsitzender der Gewerkschaft für Arbeitnehmer in der Kupferindustrie. Zeitweise gehörte er dem Aufsichtsrat von Zagłębie Lubin an.

## Politik
Von 1978 bis zur Auflösung 1990 war Zbrzyzny Mitglied der Polska Zjednoczona Partia Robotnicza. Später wurde er Vorstandsmitglied der Sojusz Lewicy Demokratycznej (Bund der Demokratischen Linken – SLD).
Bei den Parlamentswahlen in den Jahren 1993, 1997, 2001 und 2005 errang er jeweils über die Liste der SLD des ein Abgeordnetenmandat im Sejm. In diesen Wahlperioden war er unter anderem Stellvertretender Vorsitzender der Sejm-Kommission für den Staatsschatz und Mitglied des Untersuchungsausschusses über die Privatisierung der größten polnischen Versicherung Powszechny Zakład Ubezpieczeń (PZU).
In den Jahren 1998 bis 2001 war er zudem Abgeordneter im Woiwodschaftssejmik der Woiwodschaft Niederschlesien (Dolny Śląsk).
Bei den Parlamentswahlen 2007 wurde er für den Wahlkreis Legnica mit 11.049 Stimmen über die Liste der Lewica i Demokraci (Linke und Demokraten – LiD) erneut in den Sejm gewählt. Er ist auch in dieser Wahlperiode Mitglied der Sejm-Kommissionen für den Staatsschatz. Seit dem 22. April 2008 war er Mitglied der neu gegründeten Fraktion Lewica. Auch bei der Parlamentswahl 2011 wurde er erneut gewählt. Da das Linksbündnis bei den Wahlen 2015 an der Sperrklausel scheiterte, schied er aus dem Sejm aus. Auch 2019 gelang ihm die Rückkehr in das Parlament nicht.
Bei den Selbstverwaltungswahlen 2018 und 2024 kandidierte er jeweils für den Woiwodschaftssejmik der Woiwodschaft Niederschlesien, wurde aber ebenfalls nicht gewählt.